# Effingham (Surrey)
Pour les articles homonymes, voir Effingham (homonymie).
Effingham est une paroisse civile et un village du Surrey, en Angleterre.